# Matteüs (Michelangelo)
'St. Matteüs' is een onvoltooid beeldhouwwerk gemaakt door Michelangelo. Het marmeren beeld bevindt zich in de Galleria dell'Accademia in Florence.
De kunstenaar kreeg in 1503 de opdracht om voor de Kathedraal van Florence beelden te maken van de twaalf apostelen. Het beeld van Matteüs is het enige beeld dat ook daadwerkelijk in 1505-1506 door Michelangelo begonnen is. Hij voltooide de beeldengroep nooit omdat hij, al tijdens zijn werk aan het beeld van Matteüs, door Paus Julius II naar het Vaticaan geroepen werd om daar aan
de graftombe van de paus te werken.
Beeldhouwwerk: Madonna della scala (ca. 1491) · Strijd van de centauren (1492) · Crucifix (1492) · Sint Proculus · Sint Petronius · Bacchus (1497) · Pietà (ca. 1498-1499) · Madonna met kind (1501-1504) · David (ca. 1501-1504) · Tondo Pitti (1503) · Beelden van Paulus en Petrus op het Piccolomini-altaar, 1503 en 1504 · Tadei Tondo (1504-1506) · Matteüs (1505) · Mozes (1513-1516) · Rebellerende Slaaf (ca. 1513) · Stervende Slaaf (ca. 1513) · Cristo della Minerva (1515-1521) · Nieuwe Sacristie · Giuliano de' Medici · de Dag · de Nacht · Lorenzo de'Medici · de Ochtend · de Avond · De Medici Madonna · Jonge Slaaf (1520-1523) · Atlas Slaaf (1520-1523) · Bebaarde Slaaf (1520-1523) · Ontwakende Slaaf (1520-1523) · Apollo (1530) · Hurkende jongen (1530-1534) · De Overwinning (1532-1534) · Brutus (1540) · Florence Pietà (1547-1553) · Rondanini Pietà (1550-1564) 

Schilderij: De Verzoeking van de H. Antonius (1487-1488) · Madonna met kind en St.-Johannes en de engelen (ca. 1497) · De Graflegging (1500-1501) · Tondo Doni (ca. 1504) · Plafond van de Sixtijnse Kapel (1508-1512) · Het laatste oordeel (1541) · De bekering van Paulus (1542-1545) · De kruisiging van Petrus (1546-1550) 

Architectuur: Biblioteca Medicea Laurenziana (Florence, 1525) · Piazza del Campidoglio (Rome, 1536-1546) · Koepel van de Sint-Pietersbasiliek (Rome, 1546-1564) · Santa Maria degli Angeli e dei Martiri (Rome, 1561) · Porta Pia (Rome, 1564)